# Vješala (otok)
Vješala je nenaseljeni otočić u hrvatskom dijelu Jadranskog mora.
Njegova površina iznosi 0,012 km2. Dužina obalne crte iznosi 0,66 km.